# Nair Tiknizian
Nair Oganesowicz Tiknizian (ros. Наир Оганесович Тикнизян, orm. Նաիր Տիկնիզյան; ur. 12 maja 1999 w Petersburgu) – ormiański piłkarz rosyjskiego pochodzenia, grający na pozycji lewego obrońcy w rosyjskim klubie Lokomotiw Moskwa oraz w reprezentacji Armenii. Były młodzieżowy reprezentant Rosji.

## Kariera klubowa
Swoją karierę piłkarską Tiknizian rozpoczynał w juniorach klubów z Petersburga, takich jak: Fakieł Petersburg (2005-2008), Kołomiagi Petersburg (2008-2011), Lokomotiw-Primorski Petersburg (2011-2013), a następnie w 2013 roku podjął treningi w juniorach CSKA Moskwa. W 2018 roku awansował do pierwszego zespołu CSKA. 20 września 2017 zaliczył w nim profesjonalny debiut w przegranym 0:1 meczu Pucharu Rosji z Awangardem Kursk. Z kolei swój debiut w Priemjer-Lidze zanotował 25 sierpnia 2019 w zwycięskim 3:0 domowym meczu z Achmatem Grozny, gdy w 89. minucie zmienił Iwana Oblakowa. Niedługo potem, w 2020 roku, został wypożyczony do Awangardu Kursk, w którym zadebiutował 9 marca 2020 zremisowanym 2:2 domowym meczu rozgrywek Pierwyj diwizionu z Torpedem Moskwa. W czerwcu, w trakcie sezonu 2019/2020, wrócił do CSKA i grał w nim do sierpnia 2021. 13 marca 2021 w przegranym 1:3 przez CSKA wyjazdowym meczu z Arsienałem Tuła strzelił swojego pierwszego gola w Priemjer-Lidze.
4 sierpnia 2021 Tiknizian został zawodnikiem innego klubu z Moskwy, Lokomotiwu Moskwa. Swój debiut w Lokomotiwie zaliczył 15 sierpnia 2021 w zremisowanym 1:1 domowym meczu z Zenitem Petersburg.
| Sezon   | Klub           | Kraj  | Rozgrywki        | Mecze | Gole |
| ------- | -------------- | ----- | ---------------- | ----- | ---- |
| 2017/18 | CSKA Moskwa    | Rosja | Priemjer-Liga    | 0     | 0    |
| 2018/19 | CSKA Moskwa    | Rosja | Priemjer-Liga    | 0     | 0    |
| 2019/20 | Awangard Kursk | Rosja | Pierwyj diwizion | 2     | 0    |
| 2019/20 | CSKA Moskwa    | Rosja | Priemjer-Liga    | 5     | 0    |
| 2020/21 | CSKA Moskwa    | Rosja | Priemjer-Liga    | 28    | 2    |
| 2021/22 | CSKA Moskwa    | Rosja | Priemjer-Liga    | 1     | 0    |

## Kariera reprezentacyjna
Tiknizian ma za sobą występy w reprezentacji Rosji U-19 i U-21. Z kadrą U-21 zagrał w 2021 roku na Mistrzostwach Europy U-21. W fazie grupowej, w meczu z Islandią (4:1) strzelił gola.